# Танки непосредственной поддержки пехоты

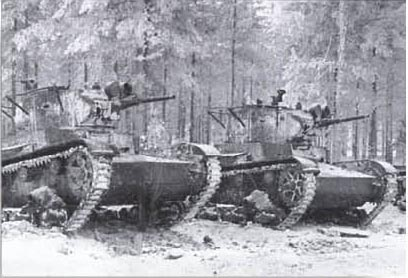
Подразделение танков поддержки пехоты Т-26, 1939 год.

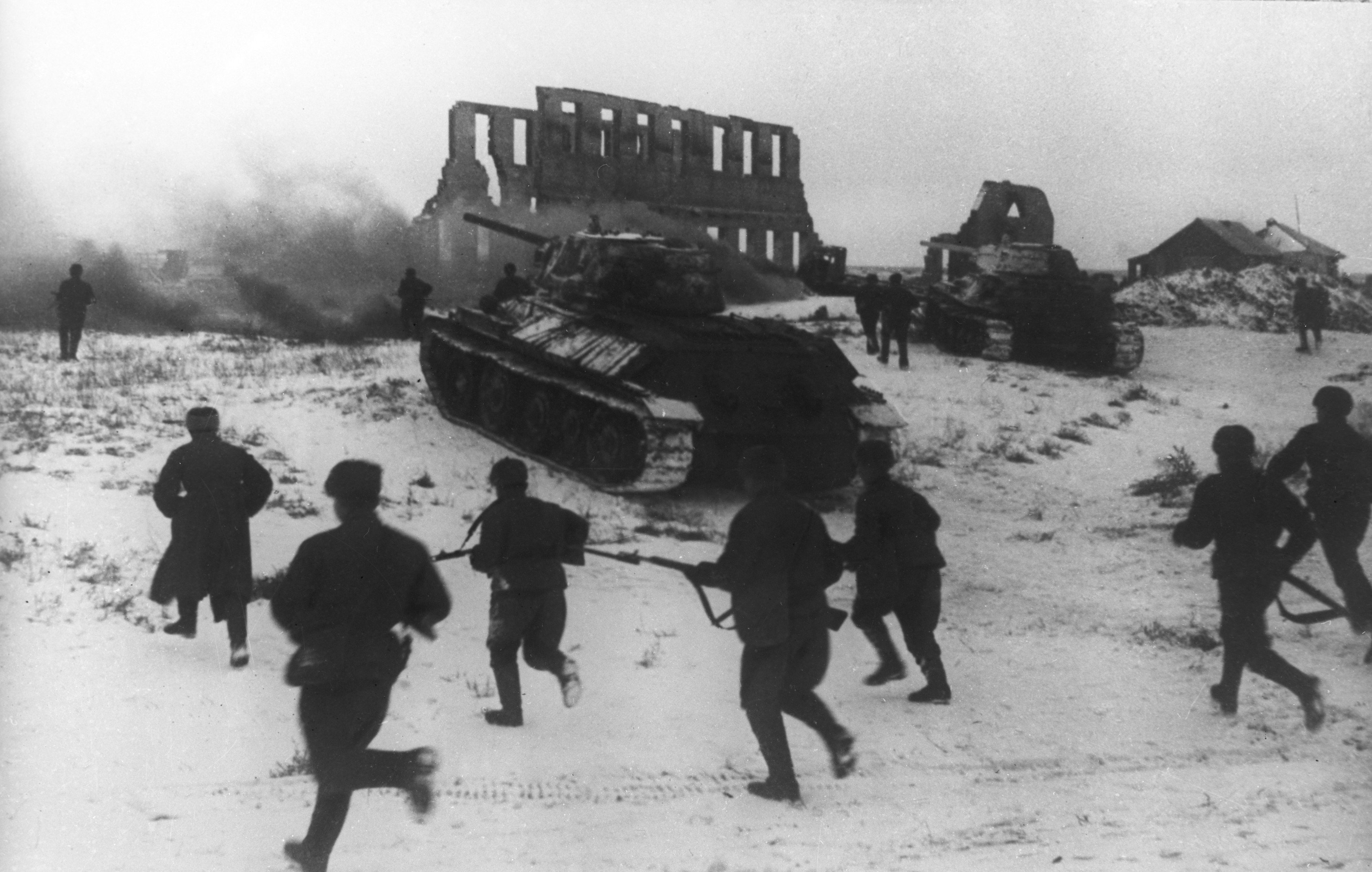
Советская пехота наступает вслед за танками Т-34
(ноябрь 1942 года).

Танки непосредственной поддержки пехоты или танки НПП — вышедший из употребления военный термин, обозначающий танковые части, приданные для усиления пехоте (стрелкам) и предназначенные для осуществления совместно с нею прорыва оборонительных линий противника.
В современном военном деле все боевые машины могут осуществлять поддержку стрелков (пехоты) при всех видах боевых действий.

## История
Начало использования танков, а ранее броневых автомобилей, в тактической роли сил сопровождения пехоты относят к моменту возникновения броневых сил, позже  танковых войск времён Первой мировой войны. В советских же вооружённых силах выделение бронетанковых сил в группу танков непосредственной поддержки пехоты впервые было предусмотрено «Временной инструкцией по боевому применению танков» 1928 года. По представлениям тех времён стрелковому батальону для наступления придавались один — три танковых взвода, при этом эта техника должна была наступать совместно со стрелковыми цепями не отрываясь от них на расстояния более чем 500 — 600 метров.
Указания Штаба РККА и Управления боевой подготовки Сухопутных сил РККА № 135112сс, от 9 февраля 1933 года, предписывали организовывать взаимодействие пехоты и танков поддержки следующим образом:

<…>Пехота начинает движение в атаку не ближе, чем с 300 — 400 метров от переднего края обороны противника, когда танки НПП ворвутся на передний край и начнут подавление его огневых точек. Указанные 300 — 400 метров атакующая пехота должна и сможет пройти бросками в 6 — 7 минут.

Таким образом, пехота атакует под прикрытием танков НПП и преодолевает 300 — 400-метровую зону губительного пульогня перед передним краем с наименьшими потерями.

В дальнейшем при поддержке танков НПП и частично переподчинившихся пехотным начальникам по выполнению задач танков ДПП пехота, пользуясь общим расстройством огневой системы противника, быстро устремляется вперед.
<…>— Указания Штаба РККА и Управления боевой подготовки Сухопутных сил РККА №135112сс
Во временном полевом уставе РККА 1936 года танкам непосредственной поддержки пехоты отводилась решающая роль во взламывании обороны противника, которая заключалась в прокладывании пути для стрелковых частей и обеспечении их непосредственной поддержки (см. теория глубокой операции).
В начальном периоде Великой Отечественной войны во время наступательных операций танковые бригады и отдельные танковые батальоны придавались общевойсковым и стрелковым соединениям для их непосредственной поддержки. При этом нехватка танков и их равномерное распыление по всему фронту наступления снижало эффективность применения бронетехники. Этот опыт был учтён и обобщён в приказе Народного комиссара обороны Союза ССР № 325, от 16 октября 1942 года,. Как правило, боевое построение идущих в атаку бронетанковых клиньев включало в себя два эшелона:
- первых из них, состоящий из машин среднего — тяжёлого класса был предназначен для подавления противотанковой обороны врага и уничтожения его бронетехники и артиллерии; для этого его усиливали артиллерией сопровождения и сапёрами.
- второй эшелон, состоящий из лёгких и средних танков вёл за собой стрелковые части.

По мнению ряда военных профессионалов, существование первого эшелона в рамках такой концепции боя себя не оправдало из-за низких плотностей использования бронетехники и недостаточной способности артиллерии и авиации подавить оборону противника. Как следствие, в последующих фазах Великой Отечественной войны плотность задействованных танков непосредственной поддержки пехоты возросла до 20—30 машин на один километр фронта, а их основу (до 80 % — 85 %) стали составлять лёгкие и средние танки. В первой половине 1944 года в советских войсках появились тяжёлые танковые полки прорыва и в группах танков непосредственной поддержки пехоты возросло удельное число тяжёлых машин (до 30 % — 40 %) и САУ, которые шли вслед за пехотой и танками, сопровождая наступление огнём.
При этом, боевое построение танков НПП не претерпело существенных изменений: танковые батальоны и роты выстраивались с интервалом 30 — 50 метров уступом, в линию, углом вперёд или назад. Вслед за машинами первой линии на расстоянии не более 400 метров шла самоходная артиллерия, количество которой устанавливалось из расчёта, чтобы одна САУ поддерживала своим огнём один или два танка.
В послевоенный период функция сопровождения мотострелковых частей в наступлении легла на штатные танковые подразделения, которые организационно входили в состав мотострелковых сил. Нужда в создании специализированных танковых групп отпала и термин танки непосредственной поддержки пехоты постепенно исчез из употребления.